# Stryszawa
Stryszawa is een dorp in de Poolse woiwodschap Klein-Polen. De plaats maakt deel uit van de gemeente Stryszawa en telt 5100 inwoners.

## Verkeer en vervoer
- Station Stryszawa